# Franz Xaver Kugler
Franz Xaver Kugler (Königsbach, 27 novembre 1862 – Lucerna, 25 gennaio 1929) è stato un chimico, matematico, assiriologo e sacerdote gesuita tedesco.

## Biografia
Kugler conseguì il Ph.D. in Chimica nel 1885 e nell'anno seguente entrò nella Compagnia di Gesù.
Nel 1893 fu ordinato sacerdote.
Quattro anni dopo, trentacinquenne, divenne professore di Matematica al Collegio Ignatius di Valkenburg nei Paesi Bassi.
Kugler è principalmente noto per i suoi studi delle tavolette cuneiformi e sull'Astronomia babilonese.
Egli analizzò le teorie babilonesi riguardanti la Luna e i pianeti, pubblicando a tal riguardo un'opera nel 1907.
Comunque il suo lavoro sull'Astronomia babilonese non fu mai completato: infatti, solo tre volumi dei cinque inizialmente previsti furono pubblicati.
Morì a Lucerna, in Svizzera.

## Opere principali
- Die Babylonische Mondrechnung, Freiburg im Breisgau, 1900.
- Darlegungen und Thesen über altbabylonische Chronologie, Zeitschrift für Assyriologie und verwandte Gebiete, 22 (1909), 63-78 (*).
- Zwei Kassitenkönige der Liste A, Zeitschrift für Assyriologie und verwandte Gebiete, 24 (1910), 173-178.
- Chronologisches und Soziales aus der Zeit Lugalanda's und Urukagina's, Zeitschrift für Assyriologie und verwandte Gebiete, 25 (1911), 275-280.
- Bemerkungen zur neuesten Königsliste, Zeitschrift für Assyriologie und verwandte Gebiete, 27 (1912), 242-245.
- Contribution à la météorologie babylonienne, Revue d'assyriologie et d'archéologie orientale, 8 (1911), 107-130.

## Onorificenze
- Gli è stato dedicato il cratere Kugler sulla superficie della Luna.